# جون هنري دولف
جون هنري دولف (بالإنجليزية: John Henry Dolph)‏ هو رسام أمريكي، ولد في 18 أبريل 1835 في نيويورك في الولايات المتحدة، وتوفي في 28 سبتمبر 1903 في نيويورك في الولايات المتحدة.

## معرض صور

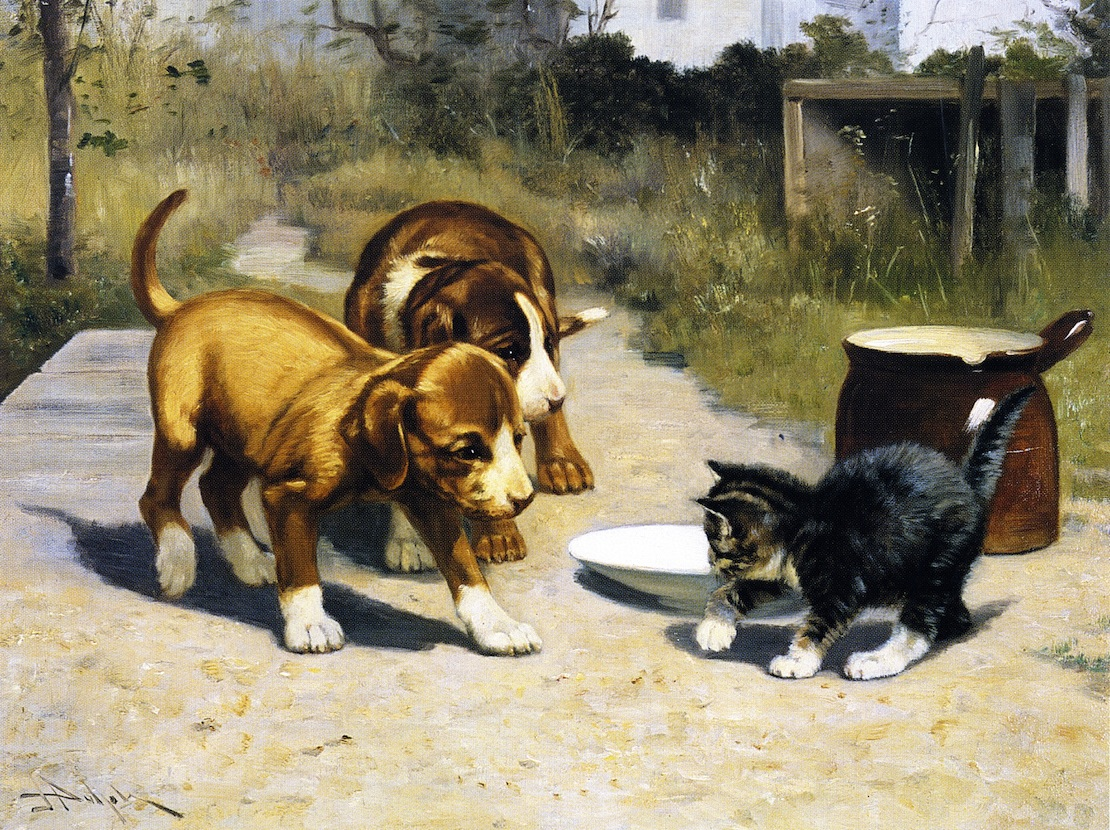
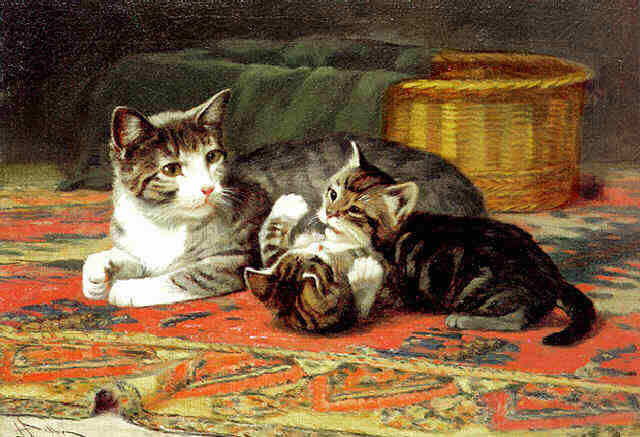
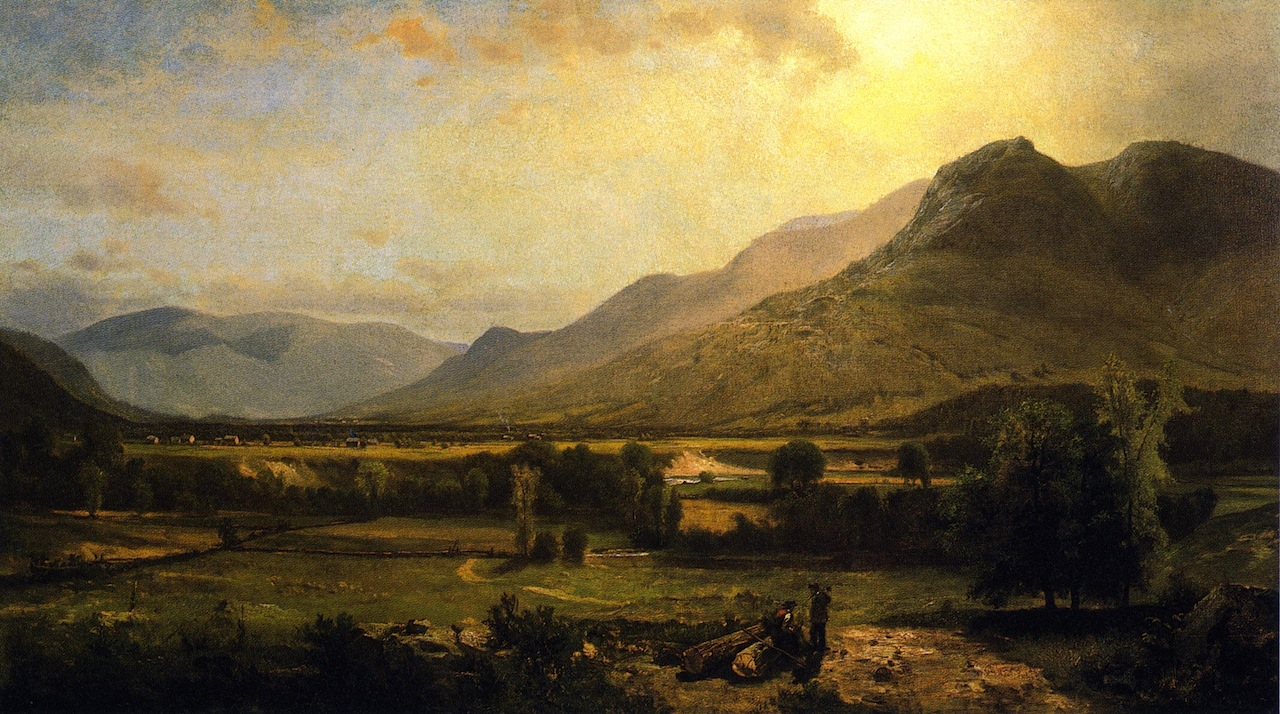